# Après la guerre (bande dessinée)
Pour les articles homonymes, voir Après la guerre.
Après la guerre est une série de bande dessinée de science-fiction française réalisée par le scénariste Luc Brunschwig, le dessinateur Freddy Martin assisté de Etienne Leroux et le coloriste Vincent Froissard. Le premier tome est sorti en avril 2006 par Futuropolis sous la collection Collection 32.

## Description

### Résumé
En 2038, sur une planète ravagée par la misère, trois nefs extraterrestres sont repérées par les scientifiques. La Terre entière est alors divisée en deux camps : ceux qui pensent que les extraterrestres sont leur unique chance de sortir la Terre de sa condition et ceux qui se préparent à une guerre inévitable. Le gouvernement mondial choisit la deuxième option et met alors en place une armée mondiale pour accueillir les aliens… Mais ceux-ci se contentent de passer à côté de la Terre, laissant le monde perplexe : pourquoi ?
Deux ans plus tard, une jeune femme nommée Julietta Rothman est retrouvée morte dans son bain, dans une France où l'eau est devenue un luxe.

### Personnages
Gordon Etchevaria
Julietta Rothman

## Analyse
Cette bande dessinée fait partie de la collection 32, lancée par la maison d'édition Futuropolis. Cette collection a pour but de sortir trois à quatre épisodes d'une même série par an au prix de 4€90. Pour exemple, Après la guerre est prévue en quinze épisodes, dont le deuxième sort le 21 août 2006.

## Publications en français

### Albums
- 1 Après la guerre 1,  (ISBN 2-7548-0012-3), Futuropolis, avril 2006
Scénario : Luc Brunschwig - Dessin : Freddy Martin et Etienne Leroux - Couleurs : Vincent Froissard - Collection 32
- 1 Après la guerre 2,  (ISBN 2-7548-0011-5), Futuropolis, août 2006
Scénario : Luc Brunschwig - Dessin : Freddy Martin et Etienne Leroux - Couleurs : Vincent Froissard - Collection 32